# Ozeryany (Borshchiv)
Ozeryany (en ucraniano: Озеряни, en polaco: Jezierzany) es un pequeño poblado rural que se encuentra localizado en el óblast de Ternópil, Ucrania. Anteriormente perteneció al Imperio austrohúngaro, a Polonia y a la Unión Soviética. Sufrió los avatares de la historia y en ese proceso cambió su población, su nombre y su composición cultural.

## Localización
Latitud-Longitud: 48°53′ - 25°57′
Altitud: 276 m
17.7 millas SSE de Suchostaw; 48.9 millas SSE de Tarnópol; 7.3 millas NW de Borszczów; 11.6 millas WNW de Skała

## Reseña histórica

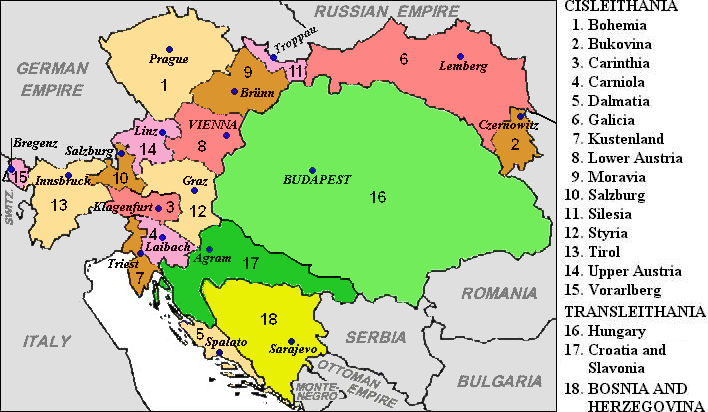
División administrativa del Imperio austrohúngaro.

Hacia 1772 el pueblo de Jezierzany formaba parte del sector oriental del Reino de Galitzia. Este se convirtió en la parte mayor del territorio anexionado por Austria en la Primera Partición de Polonia. De este modo, la región de control austriaco entre Polonia y Ucrania fue conocida como "Reino de Galicia y Lodomeria", con el fin de menospreciar las pretensiones húngaras sobre este territorio. Sin embargo, una amplia porción de la Pequeña Polonia (Małopolska) también fue agregada a este reino, que cambió la referencia geográfica del término Galicia (en polaco Galicja pronunciación Galitzia). Esta situación duró hasta 1918.
Con la finalización de la I Guerra Mundial los rutenos (ucranianos) intentaron crear una "República Rutena" pero para contrapesar el avance estalinista toda la región fue ocupada por Polonia hacia 1920. La situación cambió nuevamente en septiembre de 1939 cuando las tropas del Tercer Reich alemán invaden Polonia.
Finalizada la II Guerra Mundial en 1945 la región de L'viv (región) donde se encuentra Jezierzany fue cedida por Polonia a la URSS (Unión de Repúblicas Socialistas Soviéticas) y entró a formar parte de la República Socialista Soviética de Ucrania. La población polaca fue expulsada, yendo la mayoría a la ciudad de Breslavia (Wrocław) (que hasta 1945 había sido alemana), y Leópolis fue repoblada con población ucraniana.Tras la caída del muro de Berlín en 1991 y la disolución de la Unión Soviética pasa a ser parte de Ucrania a la que en la actualidad pertenece.
No hay registros de la población y las familias que vivieron allí en el período anterior a la 2.ª Guerra Mundial. Solo se cuenta con el registro de las familias Yakowitz y Czajkowski que partieron de allí en 1901 hacia Estados Unidos pero que finalmente debieron radicarse en Argentina siendo los primeros pobladores de Azara.
Posteriormente el sitio rural cercano al río Dniéster prácticamente pierde la totalidad de su población polaca y rutena y es reemplazada por una gran comunidad judía. Un registro muestra que hacia 1900 eran ~2000 habitantes de confesión judía. 
En los primeros días de la Invasión a Polonia por parte de las tropas de Hitler en la primavera del año 1937 el pueblo es arrasado hasta los cimientos y toda la población de confesión judía llevada a los campos de concentración y la de confesión cristiana sea romana o rutena es esclavizada por las tropas alemanas. En el sitio original hoy solo hay un campo cultivado.
La barbarie hitleriana pudo destruir un poblado rural y borrarlo del mapa, pero no la memoria de los emigrados y los sobrevivientes judíos de los campos de concentración.

## Mapa histórico de Galizia

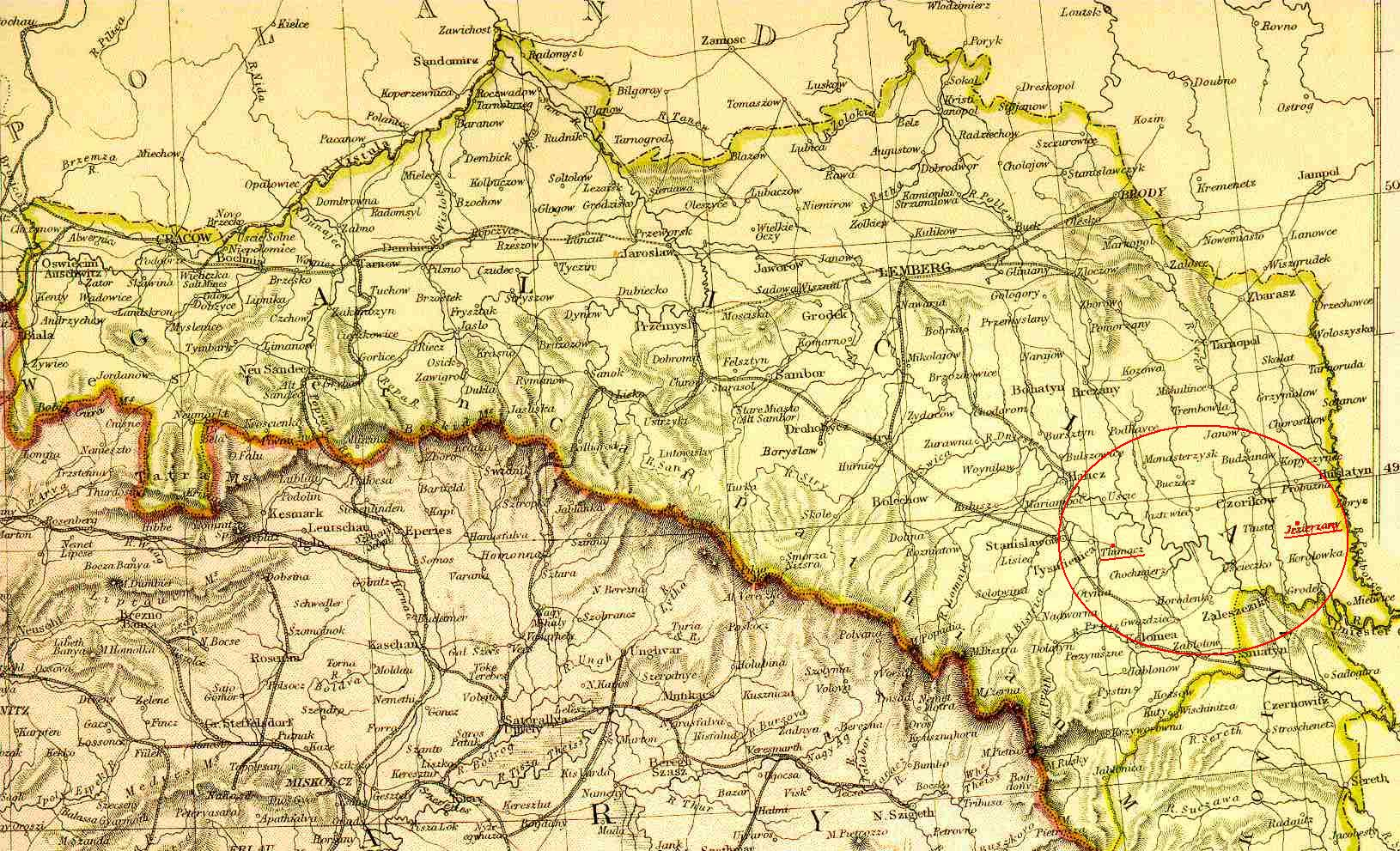
Mapa del reino de Galizia hacia 1882 en el Imperio austrohúngaro. Se indica con un círculo los pueblos de Jezierzany y Tlumacz.

## Nombres alternativos
Ozeryany [Ukr], Jezierzany [Pol], Uziran [Yid], Aziran [Yid], Ozerjany, Ozieran, Yezerzhany, Yezezhany, Yezherzani, Yezierne, Yezyerzany, Yezerzani
Región: Tarnópol
| Período                                | Localidad  | Distrito                                                       | Provincia                                                      | País                  |
| Antes I Guerra mundial (c. 1900):      | Jezierzany | Mostrar todas las ciudades en el distrito Borszczów en 1900    | Mostrar todas las ciudades en la provincia de Galicia en 1900  | Imperio austrohúngaro |
| Entre las guerras mundiales (c. 1930): | Jezierzany | Mostrar todas las ciudades en el distrito de Borszczów en 1930 | Mostrar todas las ciudades en la provincia de Tarnópol en 1930 | Polonia               |
| Después II Guerra Mundial (c. 1950):   | Ozeryany   |                                                                |                                                                | Unión Soviética       |
| Hoy (c. 2000):                         | Ozeryany   |                                                                |                                                                | Ucrania               |